# Microsynotaxus calliope
Microsynotaxus calliope is een spinnensoort in de taxonomische indeling van de Synotaxidae.
Het dier behoort tot het geslacht Microsynotaxus. De wetenschappelijke naam van de soort werd voor het eerst geldig gepubliceerd in 2008 door Jörg Wunderlich.